# 彼得·帕克 (漫威電影宇宙)
彼得·本傑明·帕克（英語：Peter Benjamin Parker），是漫威電影宇宙（Marvel Cinematic Universe）中的一名虛構人物，當前（截至2022年）由湯姆·霍蘭德飾演；在索尼出品的其他蜘蛛人系列電影中，曾分别由陶比·麥奎爾和安德魯·加菲爾德飾演。該角色源自於漫威漫畫的同名超級英雄蜘蛛人（Spider Man）。在漫威電影宇宙中，彼得·帕克是一名在紐約市就讀中城科技高中的學生。在遭到一隻輻射污染的蜘蛛咬傷後獲得蜘蛛的超能力。彼得用超能力打擊犯罪並成為匿名英雄蜘蛛人。之後「鋼鐵人」東尼·史塔克招募彼得成為復仇者聯盟成員，並肩對抗薩諾斯等反派。從彈指事件復活後，因為被神秘法師惡意公布其身份而尋求奇異博士的幫忙，卻意外造成一場多重宇宙危機。為了解決危機，彼得請求奇異博士把彼得·帕克是蜘蛛人的身份從世人的記憶中抹除，卻因意外導致魔法失控、多重宇宙入侵，為此他得四處抓捕來自不同宇宙的反派，與另外兩位同樣穿越過來的蜘蛛人並肩作戰。在成為無名氏後，彼得重拾蜘蛛人的身份，開始新的生活。
湯姆飾演的蜘蛛人繼承陶比·麥奎爾的經典《蜘蛛人三部曲》（2002~2007）和安德魯·加菲爾德的《蜘蛛人：驚奇再起系列》（2012~2014）。兩位前任蜘蛛人皆有在《蜘蛛人：無家日》中回歸，為了區別，湯姆·霍蘭德的彼得·帕克在電影中暱稱為「彼得一號」。2016年截至2022年，彼得·帕克以蜘蛛人的身份出現於6部漫威電影宇宙系列电影中，包含三部英雄個人電影。

## 角色構思和創造

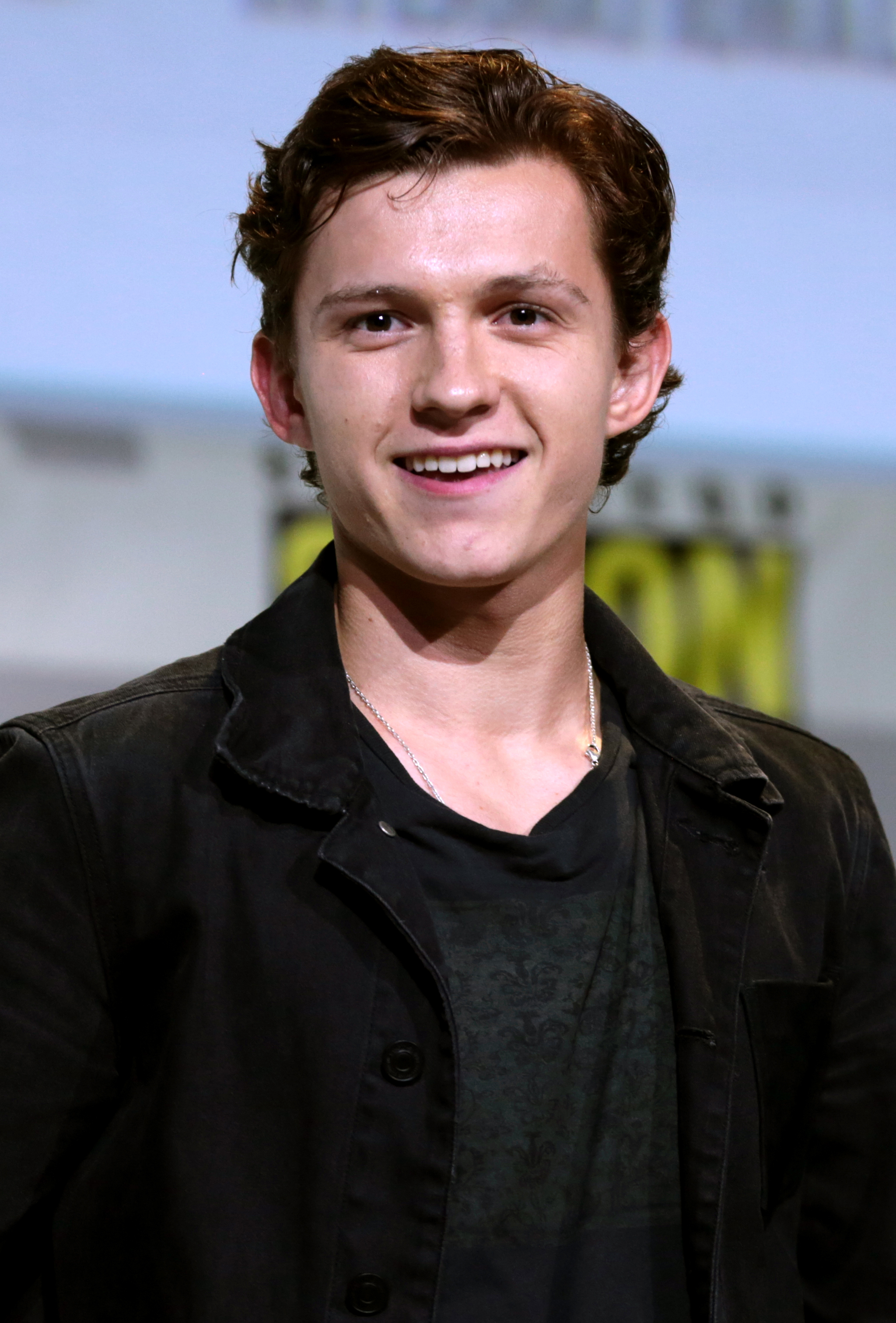
湯姆·霍蘭德於2016聖地亞哥漫畫展

### 漫畫創作
彼得·帕克最早登場於《Amazing Fantasy》#15 (1962年8月)。1960年代，隨著青少年對漫畫的需求增加，漫威漫畫的總編輯史丹·李想創造一個青少年角色。史丹·李想要一個如同正常人的英雄，「他並不完美，他會犯錯，要處理生活大小問題」。當時青少年只能在漫畫擔任配角。 在和拉里·金的訪談中（2000），史丹提到有一次看到蒼蠅在牆上爬，便想創造出有爬牆能力的角色（雖然史丹本人對這個起源真假不確定）。史丹嘗試數個名字，像是「蒼蠅人」或「昆蟲人」，最後定為蜘蛛人。史蒂夫·迪特科將蜘蛛人設計成一位戴著面具、擁有爬牆的能力和能發射蜘蛛絲的英雄。在傑克·柯比的帶領下，蜘蛛人被塑造成一名高中生，在被一隻受輻射污染的蜘蛛咬到後獲得了超能力。

### 電影角色
瀕臨破產的漫威娛樂在1998年將蜘蛛人版權賣給索尼影視娛樂。蜘蛛人在2002年被拍攝成一部真人電影，共為三部曲。由陶比·麥奎爾飾演彼得·帕克，山姆·雷米執導。該系列的第三集於2007年上映，並計劃於2011年推出第四集；但在2010年，索尼決定重啟蜘蛛人系列。重啟電影《蜘蛛人：驚奇再起》於2012年上映，由安德魯·加菲爾德飾演彼得·帕克，馬克·韋布執導。續集《蜘蛛人驚奇再起2：電光之戰》於2014年上映。

### 漫威電影宇宙（MCU）
2014年索尼影業遭駭客攻擊，曝光的電郵顯示漫威影業的母公司華特迪士尼公司正在和索尼影視娛樂協商，希望讓蜘蛛人登場於2016年電影《美國隊長3：英雄內戰》中。兩家公司協商本將破局；但在2015年2月，兩家公司達成協議，索尼允許漫威影業在漫威電影宇宙中使用彼得·帕克和其相關角色。報導顯示蜘蛛人將登場於《美國隊長3》（2016）。漫威影業的總裁凱文·費吉確認漫威電影宇宙將使用彼得·帕克版本的蜘蛛人。2015年6月，漫威和索尼宣佈湯姆·霍蘭德將在漫威電影宇宙飾演彼得·帕克。之後湯姆飾演的蜘蛛人出現於2017年電影《蜘蛛人：返校日》、2018年電影《復仇者聯盟3：無限之戰》、2019年電影《復仇者聯盟：終局之戰》、《蜘蛛人：離家日》、2021年電影《猛毒2：血蜘蛛》中。
2019年8月，漫威和索尼協商破局，讓蜘蛛人在漫威電影宇宙的未來不明朗。然而在該年9月，兩家公司達成新協議。蜘蛛人將繼續留在漫威電影宇宙。漫威影業和索尼將製作蜘蛛人的第三部獨立電影，《蜘蛛人：無家日》（2021年12月上映）。华特迪士尼公司將提供該片25%的預算，並回收25%的票房收入。湯姆·霍蘭德宣布該蜘蛛人電影是他目前合約的最後一部電影，但表示有需要仍會繼續飾演蜘蛛人。

## 登場電影

### 漫威電影宇宙
- 在《鋼鐵人2》（2010）的史塔克博覽會大戰中，一名小男孩頭戴鋼鐵人頭盔；並站在無人機前試圖抵抗，最後被真正的鋼鐵人拯救。湯姆·霍蘭德在2017年一場記者會中親自確認該名男孩就是彼得·帕克[19]。
- 在《蟻人》（2015）的結尾，一名記者向正在打聽蟻人的消息的獵鷹透露：「現在什麼怪人都有，我們有會跳的，有會盪來盪去的，還有會爬牆的，你得具體一點。（"Well, we got everything nowadays. We got a guy who jumps, we got a guy who swings, we got a guy who crawls up the walls, you gotta be more specific"）[20]」蟻人的導演派頓·瑞德確認那位盪來盪去的就是暗指蜘蛛人[21]。
- 彼得·帕克以蜘蛛人的身份於《美國隊長3：英雄內戰》（2016）中正式登場。電影中鋼鐵人親自招募彼得一同阻止美國隊長[22]。
- 《蜘蛛人：返校日》（2017）是湯姆·霍蘭德版本蜘蛛人的第一部個人電影。片中蜘蛛人必須對抗禿鷹，並要在正常生活和當英雄中找出平衡。
- 在《復仇者聯盟3：無限之戰》（2018）中，彼得跟隨鋼鐵人和奇異博士來到泰坦星（Titan），並和星際異攻隊一同阻止薩諾斯彈指；但最後卻成為彈指事件（The Blip）受害者之一[23]。
- 在《復仇者聯盟：終局之戰》（2019）中，彼得和其他彈指事件的受害者復活並加入對抗薩諾斯大軍的行列。戰後彼得參加鋼鐵人的葬禮並返回高中。
- 在《蜘蛛人：離家日》（2019），彼得和同學參加校外歐洲之旅；旅途中卻遭遇元素眾攻擊。彼得和神秘法師交手。片尾彼得·帕克的蜘蛛人身份曝光。
- 在Disney+動畫劇集《假如...?》（What If...? , 2021）中，彼得·帕克在另一時間線擔任喪屍獵手蜘蛛人（Zombie Hunter Spidey）[24]，為喪屍末日倖存者之一。
- 在《蜘蛛人：無家日》（2021年）中，与来自其他宇宙的另外兩名蜘蛛人联手阻止多元宇宙危机。

### 索尼影業蜘蛛人宇宙
- 《猛毒2：血蜘蛛》（2021）的片尾彩蛋中，艾迪·布洛克和猛毒穿越至漫威電影宇宙時出現在電視機上。

## 角色經歷

### 早年生活
2001年8月10日，彼得·帕克出生於美國紐約市皇后區的森林小丘。在父母雙亡後由叔叔班·帕克和嬸嬸梅·帕克撫養。在2011年的史塔克博覽會上遭無人機攻擊，被鋼鐵人拯救。

### 英雄內戰和對抗禿鷹
2016年，蘇科維亞協議讓復仇者聯盟開始陷入分裂。“鋼鐵人”東尼·史塔克親自前往紐約市皇后區拜訪彼得。彼得雖然對鋼鐵人知道自己是蜘蛛人感到意外，但仍然決定和鋼鐵人一同前往德國阻止美國隊長。彼得在旅館收到鋼鐵人為他打造的全新蜘蛛裝，並在萊比錫/哈雷機場與鋼鐵人、戰爭機器、黑寡婦、黑豹和幻視組隊，與美國隊長、酷寒戰士、獵鷹、緋紅女巫、鷹眼和蟻人對抗。儘管互相對抗，彼得仍表示自己是美國隊長的忠實粉絲，美國隊長亦相當欣賞彼得的勇氣。此外，彼得在一開始便輕鬆擊敗了獵鷹和酷寒戰士，並在最後協助鋼鐵人絆倒巨人化的蟻人。英雄內戰後，鋼鐵人將彼得送回家，並將蜘蛛裝送給彼得。
兩個月後，彼得在正常生活和擔任蜘蛛人之間尋找平衡，在晚上時經常離家打擊犯罪。當彼得在阻止一宗銀行搶案後，從窗戶返家時，卻意外地被好友奈德·利茲（Ned Leeds）撞見。奈德幫助彼得保守蜘蛛人的秘密。幾天後，彼得和奈德參加彼得暗戀的女同學麗茲（Liz）的派對。彼得原本答應要以蜘蛛人的身份登場，卻在著裝過程發現一起外星武器交易。彼得打斷交易，並救了買家亞倫·戴維斯（Aaron Davis）。在追捕賣方途中，彼得被幕後黑手禿鷹抓住。禿鷹將彼得丟入湖中，此時遠在印度的鋼鐵人透過蜘蛛裝中的追蹤器，及時遙控動力服並將彼得救起，並要求他不要管外星武器交易。彼得卻偷偷調查武器來源，發現賣家在馬里蘭州。彼得利用學術競賽到達華盛頓特區，並解除蜘蛛裝中的追蹤器。彼得發現禿鷹企圖搶劫損害控制局（Department of Damage Control, DODC）的車隊；雖然成功阻止對方，卻錯過了學術競賽。趕回華府的彼得以蜘蛛人的身份拯救了受困於華盛頓紀念碑的同學（包括奈德和麗茲）。
回到紐約，彼得翹課調查武器下落，發現新買家麥克·加根（Mac Gargan）將和禿鷹在史泰登島渡輪上進行交易。蜘蛛人雖然成功阻止交易，禿鷹仍然逃跑，其失控的外星武器更將渡輪炸成兩半。彼得無法修復渡輪，幸好鋼鐵人即時出現，利用推進器將渡輪接合。東尼將蜘蛛裝收回，作為彼得的魯莽行為的懲罰。彼得成為了一名普通高中生，成功約到麗茲參加返校日舞會，卻發現她的父親就是禿鷹。禿鷹開車載兩人前往舞會，透過彼得之前多次「失蹤」行徑，推測其為蜘蛛人。禿鷹警告彼得別再干預他的武器生意。彼得不顧警告，在舞會拋下麗茲去追捕禿鷹。在奈德的幫助下，彼得成功找到禿鷹；禿鷹打算劫持一輛為復仇者聯盟運送裝備的運輸機。彼得和禿鷹在運輸機上大打出手導致墜機。彼得在禿鷹的機械翅膀爆炸前將其救出，並留下其給警方。麗茲為彼得再次拋下他感到生氣。彼得收到快樂·霍根的簡訊；快樂帶彼得至復仇者聯盟的新基地。東尼稱讚彼得並表示要送他一套鋼鐵蜘蛛裝，將其正式納入復仇者聯盟，但彼得婉拒。回到家後，彼得發現東尼歸還了蜘蛛裝，於是便興奮地試穿，卻沒發現梅嬸就在身後，梅嬸因而知道了彼得就是蜘蛛人。

### 無限之戰和終局之戰
2018年，彼得在校外教學的途中看見一艘Q形太空船正在攻擊紐約市，在奈德的掩護下前往支援。彼得幫助鋼鐵人擋下黑曜獵手的攻擊，卻在拯救奇異博士的過程中被吸上太空船，鋼鐵人為了救彼得亦一同登上太空船。兩人救下奇異博士並殺死了烏木喉，鋼鐵人正式將彼得列入復仇者。在降落於泰坦星（Titan）後，三人認識了星爵、德克斯和螳螂女。在薩諾斯抵達後，彼得和鋼鐵人試圖拿下無限手套，卻因為星爵的打斷而失敗。薩諾斯用一顆衛星砸向復仇者，彼得救了失去意識的奎爾、德克斯、螳螂女和涅布拉。到最後，戰敗的彼得和宇宙一半的生命化為塵埃。
2023年，彼得和其他被煙滅的角色復活，並藉由奇異博士的傳送門來到復仇者基地。在和薩諾斯大戰中，彼得保護鋼鐵人的無限手套並將手套轉交給驚奇隊長。在復仇者聯盟：終局之戰|鋼鐵人犧牲自己消滅薩諾斯大軍後，彼得和梅嬸出席鋼鐵人的葬禮並回到高中與同樣剛復活的奈德重聚。

### 歐洲之旅
2024年，在宇宙一半的生命復活八個月後，彼得仍時常掛念鋼鐵人。彼得和奈德以及其他同學參加暑假的校外歐洲之旅，並打算在旅途中向蜜雪兒·“MJ”·瓊斯告白。在義大利威尼斯，彼得一行人遭遇水怪襲擊，但神秘法師出現將其擊退。當晚彼得在酒店遇到前神盾局局長尼克·福瑞，福瑞向其介紹神秘法師；並要求彼得協助其對抗元素眾（Elementals）。此外，福瑞還交給彼得一副伊蒂斯眼鏡（E.D.I.T.H），其內建人工智慧系統，可遙控史塔克工業的無人機。福瑞表示伊蒂斯是鋼鐵人要留給其繼承人。彼得和神秘法師在捷克布拉格擊敗火元素眾；彼得相信神秘法師更能成為鋼鐵人的繼承人，便將伊蒂斯交付給他。當晚彼得想向MJ告白，卻被對方推測其為蜘蛛人。儘管一開始否認，但在看到所有元素眾均為全像投影後，彼得發現神秘法師為反派；向MJ承認其為蜘蛛人。彼得趕往德國柏林警告福瑞，卻被神秘法師的幻象耍得團團轉，最後遭城際列車撞飛。
從昏迷醒來的彼得發現自己身在荷蘭，於是聯絡快樂·霍根來接應。神秘法師利用伊蒂斯創造出元素眾的融合體，計畫攻擊英國倫敦並殺害彼得的同學滅口。最後彼得成功擊敗神秘法師，取回伊蒂斯；神秘法師則被無人機擊殺。回到紐約，彼得和MJ正式交往。在一次約會後，兩人看到號角日報主播J·喬納·詹姆森利用神秘法師偽造的影片指控蜘蛛人發動無人機攻擊倫敦並殺害神秘法師。最後詹姆森更公布蜘蛛人的身份為彼得·帕克。

### 身份曝光和打開多重宇宙
延續《蜘蛛人：離家日》的劇情。在身份被神秘法師和J·喬納·詹姆森揭穿後，彼得、梅嬸和其朋友被損害控制局（DODC）帶回調查並面臨各項法律起訴。雖然律師麥特·梅鐸成功地應對了官司，但神秘法師的支持者和詹姆森仍在鋪天蓋地的抹黑彼得，使他的生活在大眾的檢討監視下天翻地覆，麻省理工學院（MIT）亦因為蜘蛛人引起的騷亂而拒絕彼得、MJ及奈德的入學申請。彼得突然想起奇異博士，於是來到紐約至聖所請他幫忙向世人隱瞞自己的身份。奇異博士打算使用遺忘魔咒抹去蜘蛛人就是彼得的事實，然而咒語卻因為彼得不斷更改而失控，更意外地打開了多元宇宙的通道。
咒語失效後，彼得被奇異博士從至聖所趕出來，於是來到亞歷山大·漢密爾頓橋上並拜託MIT的副校長重新考慮他們的申請，但卻遭到來自另一宇宙的瘋狂科學家八爪博士的攻擊。彼得利用奈米戰衣控制八爪博士的機械觸手，藉此制服他。此時同樣來自另一宇宙的綠惡魔前來攻擊兩人，但奇異博士在彼得反擊前把其和八爪博士傳送回至聖所。奇異博士把八爪博士和之前捕獲的蜥蜴人囚禁於地穴；並向彼得解釋失控的魔咒將其他宇宙知道彼得·帕克是蜘蛛人的人帶入漫威電影宇宙。為了恢復多元宇宙的秩序，奇異博士要求彼得捉拿這些來自其他宇宙的「訪客」。在MJ、奈德的幫助下，彼得成功捕獲電光人與沙人。另一方面，綠惡魔的另一人格-諾曼·奧斯朋前往梅嬸經營的遊民之家求助。當彼得出面帶走奧斯朋時，梅嬸說服其幫助這些反派改變命運。奇異博士打算將反派們直接送回原宇宙，但彼得希望先治癒這些反派。一番打鬥後，彼得將史傳奇困在鏡空間。彼得將反派們帶到快樂·霍根的公寓，成功治癒八爪博士，但就在此時，綠惡魔重新佔領奧斯朋的人格，煽動電光人和沙人背叛彼得。彼得和綠惡魔一路打鬥至公寓的玄關。綠惡魔用滑翔機撞擊梅嬸並朝她丟出手榴彈，導致梅嬸傷重身亡，在彼得的懷中斷氣；離世前告訴彼得“能力越大，責任越大”。霍根趕來阻擋DODC特警隊，讓彼得可以逃走。
彼得在學校屋頂哀悼梅嬸。MJ、奈德前來安慰他，並帶著兩位來自不同宇宙的彼得·帕克：曾對抗綠惡魔、八爪博士和沙人的彼得二號以及曾對抗蜥蜴人和電光人的彼得三號。三人成功開發出治癒各反派的解藥，並將他們引至自由女神像。在奧托的幫忙下，三位蜘蛛人治癒了電光人、沙人和蜥蜴人。奈德意外地釋放了奇異博士，奇異博士企圖用法器將來自多元宇宙的訪客送回各自的宇宙，但綠惡魔飛來攻擊眾人並將法器炸毀，造成失控的咒語打破宇宙間的屏障。憤怒的彼得和綠惡魔對打，在試圖殺死對方前被彼得二號阻止。綠惡魔藉機刺傷彼得二號，但彼得在彼得三號的幫助下為綠惡魔注射解藥，使他恢復奧斯朋的人格。隨著多元宇宙的裂縫逐漸擴大，彼得意識到挽回一切的唯一方法是將自己從所有人的記憶中抹除。在奇異博士施展咒語前，彼得和自己的兩位分身、MJ及奈德告別。
兩週後，彼得來到MJ打工的餅店，試圖喚醒MJ和奈德的記憶；但看到兩人回歸平靜生活後便打消念頭。彼得在梅嬸的墓前遇見霍根，其已失去對彼得的記憶；經過與霍根進行簡短的對話後，彼得決定重拾蜘蛛人的身分。由於身分被抹除，彼得搬進新公寓並重新準備GED考試。最後，成為真正的「匿名」英雄的彼得，穿著自己親手縫製的蜘蛛裝在紐約市間擺盪。

## 其他版本

### 無限可能：假如…？
在另一個宇宙的2018年，來自量子領域的喪屍病毒襲卷全球。彼得為倖存者之一並拯救了浩克。彼得和其他倖存下來的復仇者前往新泽西州尋找病毒解藥：心靈寶石。在對抗大量喪屍後，彼得成功取得寶石並跟黑豹和蟻人前往瓦干達。

### 蜘蛛人：無家日
除了漫威電影宇宙的彼得·帕克外，電影中也出現另外兩名蜘蛛人，兩名彼得皆來自索尼影視娛樂的前兩部蜘蛛人系列電影。

#### 彼得二號
由陶比·麥奎爾飾演。在《蜘蛛人3》的事件的多年後，彼得二號某天因為奇異博士失控的魔咒而被拉進漫威電影宇宙。在開導主宇宙的彼得（彼得一號）失去嬸嬸梅·帕克的傷痛後，一同合作開發反派們的解藥。最後阻止彼得一號殺死綠惡魔，提醒他復仇並不能挽回梅嬸的死亡，在和彼得一號和三號告別後回到自己的宇宙。

#### 彼得三號
由安德魯·加菲爾德飾演。由於在《蜘蛛人驚奇再起2：電光之戰》中無法拯救女友關·史黛西，彼得三號變成了一名冷酷尖酸的私刑者。多年後的某天被奇異博士失控的魔咒拉進漫威電影宇宙中。在開導彼得一號的傷痛後，與其他彼得開發反派們的解藥，之後和電光人和解。當綠惡魔炸毀法器導致MJ從鷹架跌落時，彼得三號成功拯救她，彌補了失去關的缺憾。最後協助彼得一號為綠惡魔注射解藥，並回到自己的宇宙。

## 與漫畫的差異
1. 儘管叔叔班·帕克在漫畫和之前的兩部蜘蛛人系列電影對彼得皆有深遠影響，在漫威電影宇宙中（MCU）卻從未正式登場，但在《假如…？》第一季第五集中，彼得對黃蜂女提到過班叔。
2. 在漫威電影宇宙中，彼得的蜘蛛裝多半由史塔克工業或彼得利用鋼鐵人的科技製造。但在漫畫，彼得從蜘蛛裝的設計到製作皆由自己完成。
3. 電影中彼得和鋼鐵人的關係，部分改編自約瑟夫·麥可·斯特拉日恩斯基的驚奇蜘蛛人漫畫系列（The Amazing Spider-Man, #519~#536）、限量版英雄內戰漫畫（Civil War）的前五集以及終極漫畫中彼得和鋼鐵人的師徒關係。一些影評人不滿電影中彼得對鋼鐵人的依賴，認為其有違先前的電影中彼得自主發展的設定[26]。
4. 彼得·帕克與瑪莉·珍·華生或關·史黛西的戀人關係不存在於MCU中。在MCU中，彼得的初戀是丽兹·艾伦-图姆斯（禿鷹的女兒），現任女友是蜜雪兒·瓊斯（Michelle Jones, MJ），二者均為其高中同學。
5. “能力越大，责任越大”是梅婶的名言。